# Моє чарівне прокляття
«Моє чарівне прокляття» (ісп. Mi adorable maldición) — мексиканський телесеріал 2017 року у жанрі драми, мелодрами та створений компанією Televisa. В головних ролях — Рената Нотні, Пабло Лайл, Лаура Карміне, Роберто Бландон, Хосе Карлос Руїс. Перша серія вийшла в ефір 23 січня 2017 р. Серіал має 1 сезон. Завершився 121-м епізодом, який вийшов у ефір 9 липня 2017 р. Продюсер серіалу — Ігнасіо Сада.
Серіал є адаптацією колумбійського серіалу «Lola Calamidades», 1987 року.

## Сюжет
Мати Аврори померла при її народженні, дівчинку виховував батько. Жителі маленького села, в якому вони живуть, вважають дівчину проклятою — так сказала всім повитуха, яка приймала пологи матері Аврори. 15-річний Родріго втручається, щоб захистити дівчину. З цього моменту Аврора і Родріго починають прекрасну дружбу, яка зрештою стане першою та єдиною любов'ю обох. Ця любов протягнеться на довгі роки і зазнає важких випробувань.

## Актори та ролі
| Актор               | Роль                                                        |
| ------------------- | ----------------------------------------------------------- |
| Рената Нотні        | Аврора Санчес Руїс / Кармен Руїс Кампос де Санчес           |
| Пабло Лайл          | Родріго Вільявісенсіо Солана / Андрес Вільявісенсіо Уррутія |
| Лаура Карміне       | Моніка Солана Пінеда                                        |
| Роберто Бландон     | Северо Трухільо                                             |
| Майя Мішальська     | Ельза Солана                                                |
| Патрісія Навідад    | Аполонія Ортега                                             |
| Сесілія Габріела    | Коріна Пінеда                                               |
| Сокорро Бонілья     | Макріна Ромеро                                              |
| Хосе Карлос Руїс    | Понсіано Хуарес                                             |
| Алехандро Авіла     | Каміло Еспіноза                                             |
| Ернесто Гомес Крус  | Отець Базиліо                                               |
| Паті Діас           | Брігіда Санчес Родрігес                                     |
| Ерік Діас           | Рафаель Галісія Ортега                                      |
| Хуан Анхель Еспарза | Херонімо Ріос                                               |
| Алехандро Руїс      | Онесимо Кіньонес                                            |
| Ева Седеньо         | Інес Бустос                                                 |
| Конан О'Браєн       | Джозеф Робінсон                                             |

## Сезони
| Сезон | Епізоди | Епізоди | Оригінальний показ | Оригінальний показ | Оригінальний показ |
| Сезон | Епізоди | Епізоди | Перший показ       | Останній показ     | Мережа             |
| ----- | ------- | ------- | ------------------ | ------------------ | ------------------ |
| 1     | 121     | 121     | 23 січня 2017      | 9 липня 2017       | Las Estrellas      |

## Аудиторія
| Країна трансляції | Сезон | Розклад     | Серії | Перший ефір      | Перший ефір | Останній ефір   | Останній ефір | Середній бал |
| Країна трансляції | Сезон | Розклад     | Серії | Дата             | Дата        | Дата            | Дата          | Середній бал |
| ----------------- | ----- | ----------- | ----- | ---------------- | ----------- | --------------- | ------------- | ------------ |
| Мексика           | 1     | 17:30—18:15 | 121   | 23 січня 2017 р. |             | 9 липня 2017 р. |               | 2,9          |

## Нагороди та номінації
| Рік  | Премія                    | Категорія              | Номінант                 | Результат |
| ---- | ------------------------- | ---------------------- | ------------------------ | --------- |
| 2017 | Kids Choice Awards México | Найкраща акторка       | Рената Нотні, Пабло Лайл | Номінація |
| 2017 | Kids Choice Awards México | Найкращий актор        | Пабло Лайл               | Номінація |
| 2018 | Premios TVyNovelas 2018   | Найкращий перший актор | Хосе Карлос Руїс         | Номінація |

## Версії
| Рік  | Країна   | Українська назва | Оригінальна назва | Кількість | Кількість | В головних ролях                    | Компанія                      | Канал                         |
| Рік  | Країна   | Українська назва | Оригінальна назва | сезонів   | серій     | В головних ролях                    | Компанія                      | Канал                         |
| ---- | -------- | ---------------- | ----------------- | --------- | --------- | ----------------------------------- | ----------------------------- | ----------------------------- |
| 1987 | Колумбія | -                | Lola Calamidades  | 1         | 120       | Норіда Родрігес, Хосе Луїс Паніагуа | RTI Televisión                | Cadena Uno                    |
| 1993 | Колумбія | -                | Dulce ave negra   | 1         | 244       | Марсела Гальєго, Фернандо Алленде   | RTI Televisión                | Cadena Uno                    |
| 1992 | Еквадор  | -                | Lola Calamidades  | 1         | 33        | Крістіна Родас, Франциско Теран     | Ecuavisa                      | Ecuavisa                      |
| 2010 | Колумбія | Красива невдаха  | Bella calamidades | 1         | 140       | Данна Гарсія, Сегундо Сернадас      | Caracol Televisión, Telemundo | Caracol Televisión, Telemundo |